# Riccardo Dei Rossi
Riccardo Dei Rossi, född den 6 februari 1969 i Trieste i Italien, är en italiensk roddare.
Han tog OS-silver i fyra utan styrman i samband med de olympiska roddtävlingarna 2000 i Sydney.